# Colégio Notre Dame Passo Fundo
O Colégio Notre Dame Passo Fundo é uma escola particular localizada em Passo Fundo - RS que atende alunos da educação infantil, ensino fundamental e ensino médio. O colégio conta com aproximadamente 1.500 alunos e é mantido pela Congregação de Nossa Senhora.

## História

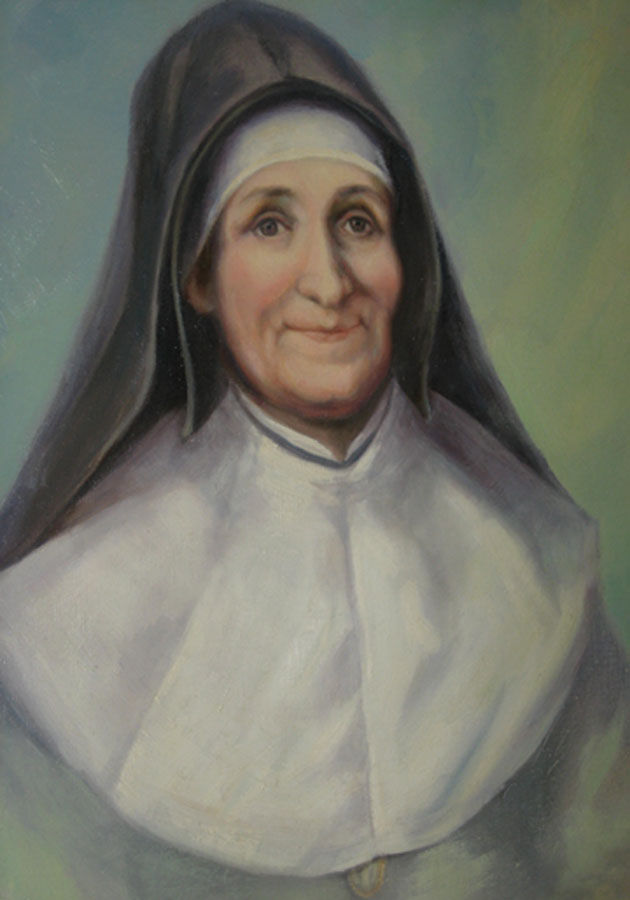
Santa Júlia: padroeira do colégio

No ano de 1923, irmãs vindas da Alemanha, chegaram nesta cidade, iniciando o trabalho em prol da educação. Sob a direção da Irmã Maria Firmine, que tinha uma grande experiência no magistério, as irmãs instalaram uma escola primária em um pequeno prédio, alugado. No primeiro ano o internato contava com 2 internas e 15 externas.
Em 1924, o Colégio aumentou as vagas para 110 alunas e 20 internas. Além do ensino primário (atual Ensino Fundamental I), havia uma alta variedade de cursos.
Em 1927, duas professoras chegaram da Alemanha, Irmã M. Húmilis e Irmã M. Catarina, que dirigiu a Escola por 26 anos consecutivos.
Em outubro de 1931 veio a oficialidade do Ginásio (atual Ensino Fundamental II) Notre Dame.
Em 1932 foi elevado à categoria dos estabelecimentos de ensino secundário (atuais Ensino Fundamental II e Ensino Médio).
Em 1951, foi concedida a autorização para este Ginásio agir como Colégio.
Antes da década de 1970 o colégio só recebia alunas do sexo feminino. O Colégio Notre Dame oferecia o internato para crianças vindas do interior, muitas delas filhas de trabalhadores rurais. O internato foi extinto na década de 90.
Em 1976, o total da matrículas era de 1.170 alunos.
Já em 2014, o total de matrículas era de aproximadamente 1.500 alunos.

### Instalações
O Colégio Notre Dame foi fundado em 7 de junho de 1923 pelas Irmãs de Nossa Senhora, passando a funcionar na rua Morom, número 2710, numa casa alugada.
Em 1924, o rápido crescimento de matriculas e a abertura de um internato fez com que as Irmãs procurassem uma casa mais ampla e própria para colégio. Mudou-se para a Rua Bento Gonçalves, números 680 e 692, antigo Hotel Franz, na quadra entre a Praça Marechal Floriano e Rua Osório.
Ano após ano crescia o número de alunos e em 1929 comprou-se o atual terreno situado à Avenida Brasil, 952, na época com 42 metros de frente e 110 metros de fundos.
Passou, em 1930, a funcionar no grande edifício construído pela Congregação.
O número crescente de matrículas obrigou a Congregação a construir mais uma ala do edifício, na qual, em março de 1944, começaram a funcionar as aulas do curso secundário.
Em 1954 foram iniciadas as construções de novos pavilhões.
O ginásio esportivo do Colégio, na rua Morom, foi construído no local da Praça Marechal Deodoro, terreno cedido pelo município e inaugurado em 1967.
Foi inaugurado em 2016 um novo prédio de 3 andares, conjunto ao Centro de Eventos Notre Dame, com uma área de convivência coberta, salas de aula e um auditório com capacidade para 1.100 espectadores, divididos entre plateia baixa e mezanino.

## Infraestrutura
O Colégio Notre Dame Passo Fundo conta com biblioteca geral e infantil, Centro de Idiomas e Escola de Música.
O colégio possui laboratórios de biologia, física, química e informática.
Além disso, o colégio conta com um ginásio poliesportivo e um auditório.
Possui também salas de dança e ginástica aeróbica, judô, xadrez, multiuso, multimídia e o Sítio São Miguel.

## Lista de diretores
- Irmã Maria Firmine (1923-1953)
- Irmã Maria Inocez (1954)
- Irmã Maria Letícia (1955-1956)
- Irmã Gregórie (1957-1967)
- Irmã Maria Servacia (1968-1969)
- Irmã Hedwig Klein (1970)
- Irmã Edi Maria Eidt (1971)[5]
- Irmã Loiva
- Irmã Elci Favaretto
- Irmã Ivanes Filippin (-2016)[10]
- Irmã Elci Favaretto (2017-presente)[2]